# Heinrich Meyer (Politiker, 1871)

Heinrich Meyer als Student in Göttingen im Jahr 1892

Heinrich Friedrich Meyer (* 11. November 1871 in Bremen; † 27. November 1917 in Bremen) war ein deutscher Lokalpolitiker und Mitglied der Bremischen Bürgerschaft und des Bremer Senats.

## Leben
Geboren wurde Heinrich Meyer 1871 in Bremen als Sohn eines Schulvorstehers. Nach dem Abitur am Gymnasium in Bremen studierte er Rechtswissenschaften in Heidelberg, Göttingen und München. In Göttingen wurde er 1891 Mitglied der Verbindung und späteren Burschenschaft Holzminda. 1894 wurde er Referendar, 1898 Rechtsanwalt und 1902 Richter am Amtsgericht in Bremen. Seit 1902 war Meyer Mitglied der Bremischen Bürgerschaft; 1905 wurde er Vorsitzender des Gewerbegerichts und 1907 Mitglied des Bremer Senats, wo er in vielen Senatskommissionen tätig war. Verdient machte er sich besonders um das Armen-, Unterrichts-, Schul- und Gewerbewesen, ebenso wie um das Bremer Technikum. Meyer war auch stellvertretender Landherr. Er starb 1917 in der Stadt seines beruflichen Wirkens.